# Comité olympique des Bahamas
Le Comité olympique des Bahamas (en anglais, Bahamas Olympic Committee) est le comité national olympique des Bahamas, fondé en 1952, reconnu la même année par le Comité international olympique. Son ancien nom est Association olympique des Bahamas. Son président est Wellington Miller.